# Eva Braun
Eva Anna Paula Hitler (nhũ danh Braun; 6 tháng 2 năm 1912 – 30 tháng 4 năm 1945) là bạn gái lâu năm của Adolf Hitler kết hôn với ông một ngày trước khi cả hai cùng nhau tự sát.
Braun gặp Hitler lần đầu tiên tại München khi mới 17 tuổi, lúc đó bà đang là phụ tá cũng như người mẫu cho một nhiếp ảnh gia riêng của Hitler. Trong 2 năm sau đó, bà thường gặp gỡ Hitler và từng thử tự tử 2 lần khi mới bắt đầu mối quan hệ với ông. Năm 1936, Hitler đã đưa bà tới sống tại một ngôi nhà gần căn hộ của ông và sau đó là tới dinh thự Berghof ở Berchtesgaden, bà đã sống một cuộc sống được che chở trong suốt chiến tranh thế giới thứ hai. Braun là một nhiếp ảnh gia và bà đã chụp nhiều bức ảnh và phim màu còn sót lại về Hitler. Bà là một nhân vật chủ chốt trong giới xã hội bên trong của Hitler, nhưng đã không tham dự các sự kiện công khai cùng ông cho đến giữa năm 1944, khi em gái của bà là Gretl kết hôn với Hermann Fegelein, một sĩ quan SS trong biên chế của Hitler.
Khi Đức Quốc Xã đang sụp đổ vào cuối chiến tranh, Braun thề trung thành với Hitler và chuyển đến Berlin để ở bên cạnh ông trong Führerbunker (khu trú ẩn ngầm) được gia cố nghiêm ngặt bên dưới khu vườn của Reich Chancellery. Khi quân của Hồng quân tiến vào khu trung tâm chính quyền, vào ngày 29 tháng 4 năm 1945, bà kết hôn với Hitler trong một nghi lễ đơn giản; khi bà 33 tuổi và ông 56 tuổi. Chưa đầy 40 giờ sau, họ cùng nhau tự sát trong một căn phòng khách, bà cắn vào một viên thuốc chứa cyanide và Hitler tự tử bằng một phát súng vào đầu. Công chúng nước Đức không hề hay biết về mối quan hệ của Braun với Hitler cho đến khi họ qua đời.

## Tiểu sử

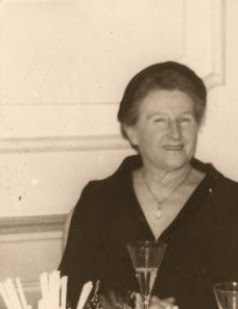
Mẹ của Eva, Franziska Braun

Eva Braun sinh ra tại München và là con gái thứ hai của giáo viên trung học Friedrich "Fritz" Braun (1879–1964) và Franziska "Fanny" Kronberger (1885–1976); người từng là một thợ may trước khi kết hôn. Bà có một chị gái, Ilse (1909–1979) và một người em gái, Margarete (Gretl) (1915–1987).
Bố mẹ của Braun đã ly hôn vào tháng 4 năm 1921, nhưng tái hôn vào tháng 11 năm 1922, vì lý do tài chính (lạm phát ảnh hưởng đến nền kinh tế Đức vào thời điểm đó). Braun tốt nghiệp tại một trường Lyceum Công giáo ở München và sau đó theo học 1 năm tại một trường kinh doanh của tu viện của hai chị em người Anh ở Simbach am Inn, nơi bà đạt điểm số mức trung bình và có năng khiếu trong môn điền kinh.
Ở tuổi 17, bà nhận công việc làm thêm cho Heinrich Hoffmann, một nhiếp ảnh gia chính thức của Đảng Quốc xã (NSDAP). Ban đầu được nhận làm trợ lý cửa hàng và nhân viên bán hàng, bà đã sớm học được cách sử dụng máy ảnh và các bức ảnh. Bà gặp Hitler, người hơn bà 23 tuổi, tại tiệm chụp ảnh của Hoffmann ở München vào tháng 10 năm 1929. Ông đã được giới thiệu với tư cách là "Herr Wolff". Em gái của Eva, Gretl, cũng làm việc cho Hoffman kể từ năm 1932 trở đi và hai người phụ nữ đã thuê một căn hộ cùng nhau trong một thời gian. Gretl đi cùng chị gái trong các chuyến đi sau này với Hitler đến Obersalzberg.
Những người còn lại trong gia đình của Eva Braun vẫn sống sót sau chiến tranh. Mẹ của bà, Franziska, người sống trong một ngôi nhà cổ ở Ruhpolding, Bavaria, qua đời ở tuổi 96 vào tháng 1 năm 1976.

## Chuyện tình với Hitler
Hitler sống với cháu gái cùng cha khác mẹ, Geli Raubal, trong một căn hộ tại Prinzregentenplatz 16 ở München từ năm 1929 cho đến khi cô qua đời. Vào ngày 18 tháng 9 năm 1931, Raubal được tìm thấy đã chết trong căn hộ với một vết thương do súng bắn vào ngực, một vụ tự sát bằng súng lục của Hitler. Hitler đang ở Nuremberg vào thời điểm đó. Mối quan hệ—có thể là căng thẳng nhất trong cuộc đời ông—rất quan trọng đối với ông. Hitler bắt đầu gặp gỡ Braun nhiều hơn sau khi Raubal tự sát.
Bản thân Braun đã cố gắng tự sát vào ngày 10 hoặc 11 tháng 8 năm 1932 bằng cách tự bắn vào ngực bằng khẩu súng lục của cha mình, nhưng vết thương không trúng tim. Các nhà sử học cảm thấy nỗ lực này không nghiêm túc, mà là một nỗ lực để khiến Hitler chú ý đến bà và thương cảm bà. Sau khi Braun hồi phục, Hitler trở nên tận tụy hơn với bà và đến cuối năm 1932 họ đã trở thành tình nhân. Bà thường ở lại qua đêm tại căn hộ München của ông khi ông ở trong thành phố. Bắt đầu từ năm 1933, Braun làm nhiếp ảnh gia cho Hoffmann. Vị trí này cho phép bà đi du lịch—đi cùng với Hoffmann—với đoàn tùy tùng của Hitler với tư cách là nhiếp ảnh gia cho Đảng Quốc xã. Trong sự nghiệp sau đó của bà, bà làm việc cho báo chí nghệ thuật của Hoffman.
Theo một đoạn nhật ký của bà và lời kể của người viết tiểu sử Nerin Gun, lần tự sát thứ hai của Braun xảy ra vào tháng 5 năm 1935. Bà uống thuốc ngủ quá liều để tự kết liễu cuộc sống vì Hitler đã không gọi điện cho bà trong suốt 3 tháng, nhưng không thành. Cả hai nỗ lực dường như là một sự phản đối rằng Hitler đã không chú ý đến bà và trong cả hai lần, nó dường như đã có hiệu quả. Hitler đã cung cấp cho Braun và chị gái của bà một căn hộ có 3 phòng ngủ ở München vào tháng 8 năm đó, và năm sau hai chị em được cung cấp một biệt thự ở Bogenhausen tại đường Wasserburgerstr. 12 (hiện nay là Delpstr. 12). Đến năm 1936, Braun ở tại hộ gia đình của Hitler tại Berghof gần Berchtesgaden bất cứ khi nào ông cư trú ở đó, nhưng bà chủ yếu sống ở München. Braun cũng có căn hộ của riêng mình tại Reich Chancellery ở Berlin, được hoàn thiện theo thiết kế của Albert Speer.
Braun là thành viên của đội ngũ nhân viên của Hoffman khi bà tham dự Nuremberg Rally lần đầu tiên vào năm 1935. Em gái cùng cha khác mẹ của Hitler, Angela Raubal (mẹ của Geli), đã không xuất hiện tại đó và sau đó bị bãi nhiệm khỏi vị trí quản gia tại nhà ông ở Berchtesgaden. Các nhà nghiên cứu không thể chắc chắn liệu Braun không thích sự hiện diện của cô có phải là lý do duy nhất khiến cô ra bị đuổi việc không, nhưng các thành viên khác trong đoàn tùy tùng của Hitler đã coi Braun là người không thể chạm tới kể từ đó.
Hitler muốn thể hiện mình trong hình ảnh của một anh hùng trong trắng; trong hệ tư tưởng của Đức Quốc xã, nam giới là lãnh đạo chính trị và chiến binh, còn phụ nữ là người nội trợ. Ông tin rằng ông có sức hấp dẫn đối với phụ nữ và muốn khai thác điều này để đạt được lợi ích chính trị bằng cách sống độc thân, vì ông cảm thấy hôn nhân sẽ làm giảm đi sức hấp dẫn của mình. Hitler và Braun chưa bao giờ xuất hiện như một cặp đôi trước công chúng; lần duy nhất họ xuất hiện cùng nhau là khi bà ngồi gần ông tại Thế vận hội Mùa đông 1936 trong một bức ảnh trên báo chí. Braun có phòng riêng liền kề với phòng của Hitler tại Berghof, trong dinh thự ở Berlin của Hitler và trong hầm boongke ở Berlin.
Người viết tiểu sử Heike Görtemaker đã viết rằng phụ nữ không đóng vai trò lớn trong nền chính trị của Đức Quốc xã. Ảnh hưởng chính trị của Braun đối với Hitler là rất ít; bà không bao giờ được phép ở trong phòng khi các cuộc trò chuyện kinh doanh hoặc chính trị diễn ra và bị đuổi ra khỏi phòng khi các bộ trưởng bộ nội vụ hoặc các chức sắc khác có mặt. Bà không phải là thành viên của Đảng Quốc xã. Trong hồi ký sau chiến tranh của mình, Hoffmann đã mô tả quan điểm của Braun là "vụn vặt và đầu óc sáo rỗng"; sở thích chính của bà là thể thao, quần áo và rạp chiếu phim. Bà sống một cuộc sống được che chở và đặc quyền và dường như không quan tâm đến chính trị. Một ví dụ điển hình khi bà quan tâm đến chính trị là vào năm 1943, ngay sau khi nước Đức chuyển đổi hoàn toàn sang nền kinh tế chiến tranh toàn diện. Trong số những điều khác, điều này có nghĩa là có khả năng nước Đức sẽ cấm hoàn toàn các mỹ phẩm và đồ xa xỉ của phụ nữ. Theo hồi ký của Speer, Braun tiếp cận Hitler trong "sự phẫn nộ tột độ"; Hitler lặng lẽ chỉ thị Speer, lúc đó đang là bộ trưởng vũ khí, ngừng sản xuất mỹ phẩm và đồ xa xỉ của phụ nữ thay vì đưa ra lệnh cấm hoàn toàn. Speer sau đó nói, "Eva Braun sẽ chứng minh một sự thất vọng lớn cho các nhà sử học."
Braun tiếp tục làm việc cho Hoffmann sau khi bắt đầu mối quan hệ với Hitler. Bà đã chụp nhiều bức ảnh và phim về các thành viên của giới xã hội bên trong và một số trong số đó đã được bán cho Hoffmann với giá cực cao. Bà nhận tiền từ công ty của Hoffmann vào cuối năm 1943 và cũng giữ chức vụ thư ký riêng cho Hitler. Điều này có nghĩa là bà có thể vào và ra khỏi Chancellery mà không để lại dấu vết, mặc dù bà sử dụng lối vào bên hông và cầu thang phía sau. Görtemaker viết rằng Braun và Hitler tận hưởng một cuộc sống tình dục bình thường. Bạn bè và người thân của Braun mô tả Eva cười khúc khích trước bức ảnh chụp năm 1938 của Neville Chamberlain ngồi trên ghế sofa trong căn hộ của Hitler ở München kèm nhận xét: "Giá như ông biết chuyện gì xảy ra trên chiếc ghế sofa đó đã nhìn thấy."
Ngày 3 tháng 6 năm 1944, em gái của Braun là Gretl Braun kết hôn với SS-Gruppenführer Hermann Fegelein, người từng là sĩ quan của Reichsführer-SS Heinrich Himmler trong biên chế của Hitler. Hitler sử dụng cuộc hôn nhân như một cái cớ để cho phép Braun xuất hiện tại các sự kiện chính thức, vì sau đó bà có thể được giới thiệu là chị dâu của Fegelein. Khi Fegelein bị bắt trong những ngày cuối cùng của chiến tranh vì cố gắng trốn sang Thụy Điển hoặc Thụy Sĩ, Hitler đã ra lệnh xử tử. Anh bị bắn vì tội đào ngũ trong khu vườn của Reich Chancellery vào ngày 28 tháng 4 năm 1945.
Hitler ép Braun không được công khai mối quan hệ của họ đồng thời ra lệnh tướng tá thân cận không được hé môi về chuyện của Eva Braun. Việc này được thực hiện tốt đến độ chỉ khi chiến tranh sắp kết thúc người ta mới biết quan hệ tình cảm giữa hai người. Thậm chí, bố mẹ của Braun cũng chẳng hề hay biết.

## Cái chết
Từ lúc Đệ tam đế chế được khởi lập đến khi kết thúc, bà Braun vẫn luôn luôn một mực trung thành với Hitler. Bà đã tới Berlin, sát cánh cùng Hitler trong những ngày tàn của đế chế này. Ngày 29 tháng 4 năm 1945, Braun cưới Hitler trong một nghi lễ đơn giản, lúc đó bà ở tuổi 33 và Hitler ở tuổi 56.
Ngày hôm sau, ngay sau 3 giờ chiều, Hitler và Eva lui vào phòng riêng của ông. Lúc 3 giờ 45 phút chiều 30 tháng 4 năm 1945, người ta nghe một tiếng súng trong phòng đọc. Một nhóm sĩ quan phá cửa lao vào. Những người bước vào phòng của Hitler nhìn thấy ông nằm trên ghế sofa màu xanh dương-đỏ sũng máu với một khẩu súng lục Walther 7,65mm. Hitler tự tử bằng phát đạn bắn vào thái dương và Braun tự tử bằng viên thuốc chứa cyanide. Thi thể của Hitler được cuốn trong một chiếc chăn và được mang vào khu vườn trong phủ thủ tướng, cùng với thi thể của Eva. Thi thể hai người được đưa vào một cái hố và bị thiêu trong 180 lít xăng.

## Trong phim ảnh

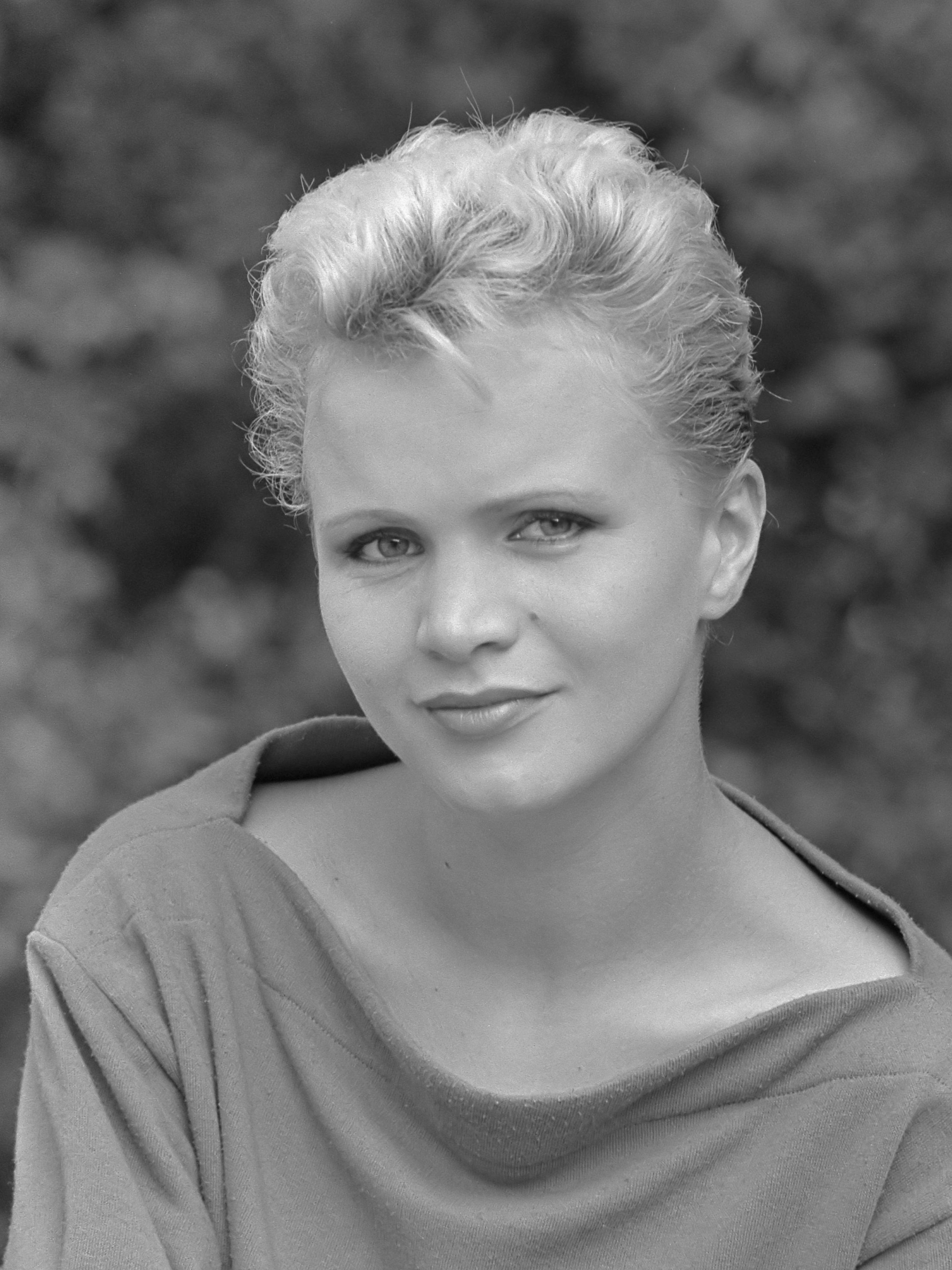
Renée Soutendijk

Braun đã xuất hiện trong rất nhiều bộ phim nói về cuộc đời của Hitler. Các nữ diễn viên thủ vai Eva Braun trong các bộ phim Hitler: The Rise of Evil, Der Untergang, Heil Honey I'm Home! lần lượt là Zoe Telford, Juliane Köhler và Denica Fairman.
- Downfall (phim 2004): Juliane Köhler
- Grey Wolf (phim 2014): Maria Heller
- The Producers (phim 1968): Renée Taylor
- Baxter (phim 1989): Léa Gabriele
- Rogue Male (phim 1976): Shirley Dynevor
- The Bunker (phim 1981): Susan Blakely
- Valkyrie (phim):
- Moloch (phim): Руфанова, Елена Андреевна
- Giải phóng (loạt phim): Angelika Waller
- The Fall of Berlin (phim 1950): Maria Novakova
- Hitler (phim 1962): Maria Emo
- Inside the Third Reich (phim 1982): Renée Soutendijk